# Sunbilla
Sunbilla és un municipi de Navarra, pertanyent a la comarca de Malerreka dins la merindad de Pamplona.

## Demografia
| Evolució demogràfica | Evolució demogràfica | Evolució demogràfica | Evolució demogràfica | Evolució demogràfica | Evolució demogràfica | Evolució demogràfica | Evolució demogràfica | Evolució demogràfica | Evolució demogràfica | Evolució demogràfica |
| 1996                 | 1998                 | 1999                 | 2000                 | 2001                 | 2002                 | 2003                 | 2004                 | 2005                 | 2006                 | 2007                 |
| -------------------- | -------------------- | -------------------- | -------------------- | -------------------- | -------------------- | -------------------- | -------------------- | -------------------- | -------------------- | -------------------- |
| 659                  | 683                  | 677                  | 688                  | 693                  | 681                  | 675                  | 660                  | 670                  | 662                  | 662                  |
| 85%                  |                      |                      |                      |                      |                      |                      |                      |                      |                      |                      |